# Franco Zeffirelli
Gian Franco Corsi Zeffirelli (Florence, 12 februari 1923 – Rome, 15 juni 2019) was een Italiaans filmregisseur, toneelregisseur, ontwerper en producent van opera-, theater-, film- en televisieproducties.
Internationaal werd hij bekend na een Oscarnominatie voor zijn filmversie van William Shakespeares Romeo and Juliet (1968). Ook zijn televisieserie Jezus van Nazareth uit 1977 kreeg veel waardering en wordt in sommige landen nog steeds uitgezonden tijdens het paasweekeinde.

## Biografie
Zeffirelli groeide op in Florence onder toezicht van de Britse expatgemeenschap. Hij was sterk betrokken bij de zogenaamde Scorpioni, een Engelse vrouwengroep die de inspiratie vormden voor zijn semiautobiografische film Tea with Mussolini uit 1999.
Tijdens de Tweede Wereldoorlog vocht hij met partizanen en ging daarna aan de slag als tolk bij de Engelse troepen van de 1ste Schotse Garde. Na de oorlog studeerde hij kunst en architectuur aan de Universiteit van Florence. Hij werkte samen met regisseurs als Vittorio De Sica, Roberto Rossellini en Luchino Visconti en schakelde al snel over naar film.
Zeffirelli regisseerde tal van operaproducties in Italië, maar ook in de Verenigde Staten. Noemenswaardig is zijn productie van Tosca met Maria Callas.
In de jaren zestig maakte hij naam als ontwerper en regisseur van zijn eigen toneelstukken in Londen en Tito Gobbi in het Royal Opera House uit 1964, maar ook zijn producties voor de Metropolitan Opera in New York, waaronder La bohème en Turandot. Ten slotte was zijn decorontwerp van Madama Butterfly in het najaar van 1985 voor de opera van Chicago opmerkelijk.
Zeffirelli was politiek actief en in de jaren zeventig lid van de Italiaanse senaat voor de christendemocraten. In 1994 in 1996 werd hij opnieuw gekozen als senator, nu als vertegenwoordiger van het conservatieve Forza Italia.
Door vele religieuze groepen is hij beschuldigd van wat zij noemen de blasfemische weergave van Bijbelse figuren in zijn films, maar hij kreeg ook kritiek uit de hoek van de homoseksuele beweging vanwege zijn openlijke steun aan de Rooms-Katholieke Kerk met betrekking tot homoseksualiteit.
In 2007, teleurgesteld over de manier waarop paus Benedictus XVI zich presenteerde in de media, bood Zeffirelli openlijk zijn diensten aan als imageconsultant. Hij zou hierover gezegd hebben: "Ik ben een christen tot in het diepste van mijn geest".
Zeffirelli overleed in Rome na een lang ziekbed.

## Werk (selectie)
- 1964: Falstaff (1964)
- 1965: La bohème
- 1967: The Taming of the Shrew
- 1968: Romeo and Juliet, ook bekend als Giulietta e Romeo – nominatie Academy Award (regie)
- 1972: Brother Sun, Sister Moon, ook bekend onder de naam Fratello sole, sorella luna
- 1977: Jesus of Nazareth
- 1979: The Champ
- 1981: Endless Love
- 1982: Cavalleria rusticana
- 1982: Pagliacci
- 1982: La bohème
- 1983: La traviata — nominatie Academy Award (artdirection), winnaar BAFTA (productieontwerp); met Teresa Stratas en Plácido Domingo
- 1985: Tosca, live productie van de Metropolitan Opera
- 1986: Otello — nominatie BAFTA (buitenlandstalige film); met Plácido Domingo
- 1990: Hamlet
- Don Giovanni, televisieproductie van de Metropolitan Opera)
- 1993: Storia di una capinera, ook bekend als de Spreeuw
- 1994: Il tabarro
- 1996: Jane Eyre
- 1999: Tea with Mussolini
- 2002: Callas Forever

## Erkenning
- 1999: Kristallen Bol voor zijn uitzonderlijke artistieke bijdrage aan de film in de hele wereld op het Internationaal filmfestival van Karlsbad
- november 2004: een hoge Britse onderscheiding.